# Colorisme (peinture)
Pour les articles homonymes, voir Colorisme.
En peinture, le colorisme est une « conception artistique fondant l'unité du tableau sur l'harmonie des couleurs ». Titien et Bonnard sont des peintres qui ont exprimé cette conception.